# Natalia Uriadova
Natalia Nikoláyevna Uriadova –en ruso, Наталья Николаевна Урядова– (Koroliov, URSS, 15 de marzo de 1977) es una deportista rusa que compitió en voleibol, en la modalidad de playa. Ganó una medalla de oro en el Campeonato Europeo de Vóley Playa de 2006.

## Palmarés internacional
| Campeonato Europeo | Campeonato Europeo     | Campeonato Europeo | Campeonato Europeo   |
| Año                | Lugar                  | Medalla            | Pareja               |
| ------------------ | ---------------------- | ------------------ | -------------------- |
| 2006               | La Haya (Países Bajos) | Medalla de oro     | Alexandra Shiriayeva |